# Marc finlandès
El marc finlandès (en finès Suomen markka; en suec finsk mark) va ser la unitat monetària oficial de Finlàndia fins a la introducció de l'euro el primer de gener del 1999, i fou retirada definitivament de la circulació el 28 de febrer del 2002. La taxa de canvi era de 5,94573 marcs per cada euro.
Fou introduït el 1860 en substitució del ruble rus a raó de 4 marcs per ruble. Després de diversos anys d'inflació des dels anys de la Segona Guerra Mundial, el 1963 fou reemplaçat pel nou marc, equivalent a 100 dels antics.
Es dividia en 100 penics (en finès penniä, singular penni; en suec penni, singular i plural). El codi ISO 4217 del marc finlandès era FIM. S'abreujava mk. Era emès i controlat pel Banc de Finlàndia (Suomen Pankki / Finlands Bank).
A l'època del canvi a l'euro, el 2002, en circulaven monedes d'1, 5, 10, 20 i 50 penics i d'1, 5 i 10 marcs, i bitllets de 10, 20, 50, 100, 500 i 1.000 marcs.